# パピエ・コレ
パピエ・コレ (papier colléはフランス語、英語では「pasted paper」であり、「何かをのり付けした紙」の意味である) とは、紙片（新聞紙・雑誌などの印刷物（文字や写真）、壁紙、色や模様のついた紙（商品のパッケージ（の一部）などでも可）など）、木片、薄い樹脂類（フィルムなど）等を台紙（カンバスなどを含む）に貼り付ける、ピンで留めるなどして作成された、コラージュおよびその技法である。
特に美術の分野で用いられる用語。ピカソとブラックが、キュビスム作品を制作する過程で創始したといわれる（1912年頃）。紙片等だけで構成されておらず、絵画に紙片等を貼り付けた場合でも、パピエ・コレと呼ばれる。
ダダイスムやシュルレアリスムでも用いられる。日本で行われる、貼り絵、ちぎり絵などもパピエ・コレの一種である。したがって、例えば、貼り絵を使ったせなけいこの一部の絵本作品も、パピエ・コレと呼ぶことができる。
なお、日本でパピエ・コレを積極的に行う作家として、小林由美子がいる。
- 時を紡ぐ―パピエ・コレ 小林由美子詩画集（1978年・交研社）[2]